# 托尔尼翁
托尔尼翁（法語：Torgnon，法語發音：[tɔʁɲɔ̃]）是意大利瓦莱达奥斯塔大区的一个市镇。总面积42平方公里，人口523人，人口密度12.5人/平方公里（2009年）。ISTAT代码为007067。